# آیومی اوکا (بازیگر)
آیومی اوکا (انگلیسی: Ayumi Oka؛ زادهٔ ۱۸ سپتامبر ۱۹۸۳) بازیگر اهل ژاپن است.